# 傾輝者
傾輝者〜KABUKIMONO〜（かぶきもの、2012年9月30日 - ）は、日本のパフォーマンスグループである。（公式ではOriginal"和"art performance troupeと表記。）
コンセプトは「異なるジャンルから集まった“かぶきもの”たちが、伝統と革新を織り交ぜ今の時代だからこそできる
“日本"を感じられるパフォーマンスを国内外問わず世界に発信している唯一無二のユニット。」
英語表記は「KABUKIMONO is " Neo-Japanese Art Performance Troupe"who artfully weave together
all genres from both the traditional and the innovative in order to deliver a uniquely
Japanese style of performance to the world.」

## 名前の由来
傾きまくって輝くものになる、という意味から。
※傾く＝「かぶく」の「かぶ」は「頭」の古称といわれ、「頭を傾ける」が本来の意味であったが、頭を傾けるような行動という意味から「常識外れ」や「異様な風体」を表すようになった。かぶくとは、どっちかに偏って真っすぐではないさまをいい、そこから転じて、人生を斜（しゃ）に構えたような人、身形（みなり）や言動の風変わりな人、アウトロー的な人などを「かぶきもの」と呼んだ。
ちなみに前田慶次の「傾奇者／かぶき者」とは無関係。

## 来歴
- 2012年9月30日に結成。
- 現在は国内外問わず様々な場所で活動している。
- イベント以外にも街を練り歩くパフォーマンス「お練り」や傾輝者主催の交流会「傾輝会」なども随時開催。
- 服飾や舞踊界など多岐に渡る交流や、舞台やアートイベントなどにも多数参加。
- 2013年10月14日に世田谷区ちとからパフォーマンスカーニバルにてグランプリ受賞。
- 2014年8月には初の海外公演を台湾台北で行う。
- 2015年8月には二度目の海外進出となるエディンバラ・フェスティバル・フリンジへの参加が決定している。

## メンバー

### 現在のメンバー

#### 正規メンバー
- 田代大悟（たしろだいご、リーダー） - 担当ジャンルは新体操舞踊（英語表記Rhythmic gymnastics and dance）
- NODOKA（のどか） - 担当ジャンルはジャズダンス（英語表記Jazz Dance）
- 花ノ本以津輝（はなのもといづき） - 担当ジャンルは日本舞踊（英語表記Japanese traditional dance）
- SADA（さだ） - 担当ジャンルはMusic/Sound Designer

#### Additional Player
- 石橋宏基（いしばしひろき） - 担当ジャンルはHair and makeup
- 澤田勝勇（さわだかつゆう） - 担当ジャンルは津軽三味線
- 中前“timo”智彦　（なかまえ“てぃも”ともひこ） - 担当ジャンルはアコーディオン

### 過去のメンバー
- YAMATO（やまと） - 担当ジャンルはFreestyle
- 結喜（ゆき） - 担当ジャンルは女優
- Kazuma Ishii a.k.a.+zuma（かずまいしい えーけーえー ずま） - 担当ジャンルは音楽
- 竹内はるか（たけうちはるか） - 担当ジャンルはグラフィックデザイナー

## 主な出演
- 2013年 1月 - 佐咲紗花シングル TVアニメ『閃乱カグラ』OPテーマ"Break your world" Music Video出演
- 2013年 5月 - 金沢21世紀美術館公演
- 2013年10月 - 世田谷区ちとからパフォーマンスカーニバル グランプリ受賞
- 2013年12月 - 年越しイベント 葛西臨海公園 大観覧車オールナイト出演
- 2014年 1月 - 群馬県大泉町公民館公演
- 2014年 5月 - ふくやま大道芸 出場
- 2014年 8月 - 台湾Fringe Festival出演 全5日間公演
- 2015年 1月 - Lucky Strike主催イベント Source vol.3 於 Club asia 出演
- 2015年4月25日 - 初主催公演「傾輝魂！（かぶこん）」開催　於群馬県大泉町文化むら小ホール
- 2015年5月24日 - 連合群馬ふれあいフェスティバル 出演